# 埃克爾森 (北達科他州)
埃克爾森（英語：Eckelson）是位於美國北達科他州巴恩斯縣的非建制地區。

## 歷史
埃克爾森的郵局於1822年設立，其後於1966年停運。

## 地理
埃克爾森所處的海拔為高於海平面450米（即1476英呎），而該地所採用的時區為UTC-6，即北美中部时区（CST）。同時該地設有夏令時間，為UTC-6調快一小時，即UTC-5（CDT）。